# Young Artists for Haiti

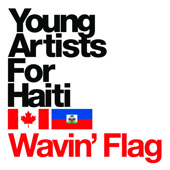
Logo de Young Artists for Haiti

Young Artists for Haiti (en español, Jóvenes Artistas por Haití) fue un movimiento de los llamados de jóvenes músicos de Canadá para inspirar el esfuerzo y la contribución de las caridades de Canadá por su trabajo para ayudar al pueblo de Haití superar la devastación del terremoto de 7.0 grados que sacudió el país el 12 de enero de 2010. Más de 50 artistas canadienses se reunieron en el Warehouse Studio en Vancouver, Columbia Británica, para grabar una versión de la canción del cantante K'naan "Wavin' Flag".
Producida por el icono de Canadá, Bob Ezrin, la canción fue modificada, para incluir letras específicas para Haití y fue lanzado el 12 de marzo de 2010, se recaudación se destinó a Free the Children, War Child Canada y World Vision Canada. Ezrin declaró: "Con la riqueza de los artistas jóvenes que salen de Canadá, era obvio que esto es algo que tenía que hacer. La letra de K'naan en "Wavin' Flag" encarnan el dolor, la pasión y la determinación del pueblo haitiano y prestar la esperanza de un futuro más brillante. La respuesta de los artistas ha sido sensacional, y estoy muy orgulloso de que juntos podamos contribuir a hacer una diferencia. "

## Historia de la formación
Durante su estancia en Vancouver para la ceremonia de apertura de los Juegos Olímpicos de Invierno de 2010, Bob Ezrin junto con otros líderes de la industria musical, reconocieron el potencial de hacer dinero con la movilización de algunos músicos Jóvenes de Canadá en un esfuerzo continuo para ayudar al pueblo devastado de Haití. En una corta semana, la colaboración de Young Artists for Haiti fue formada.

## Estreno del sencillo "Wavin' Flag" y gráfico de rendimiento
La canción fue lanzada 12 de marzo de 2010 y todas las ganancias fueron destinadas a organizaciones benéficas como: Visión Mundial, Free The Children y War Child.
"Wavin' Flag" debutó en el puesto número uno del Canadian Hot 100 en la edición del 27 de marzo de 2010. Es la tercera canción en el gráfico de la historia que debutó en el número uno, después de las canciones de Eminem "Crack a Bottle" y de Taylor Swift "Today Was a Fairytale" lo hicieron en febrero de 2009 y febrero de 2010, respectivamente.
| Tabla            | Posición |
| ---------------- | -------- |
| Canadian Hot 100 | 1        |

## Artistas
Solistas (en orden de aparición)
- K'naan
- Nelly Furtado
- Sam Roberts
- Avril Lavigne
- Pierre Bouvier
- Tyler Connolly
- Kardinal Offishall
- Jully Black
- Lights
- Deryck Whibley
- Serena Ryder
- Jacob Hoggard
- Emily Haines
- Hawksley Workman
- Aubrey Graham
- Pierre Lapointe, Elisapie Isaac, Ima
- Esthero, Corb Lund, Bob Ezrin
- Esthero, Fefe Dobson
- Drake
- Nikki Yanofsky
- Matt Mays
- Justin Nozuka
- Justin Bieber